# Judensau

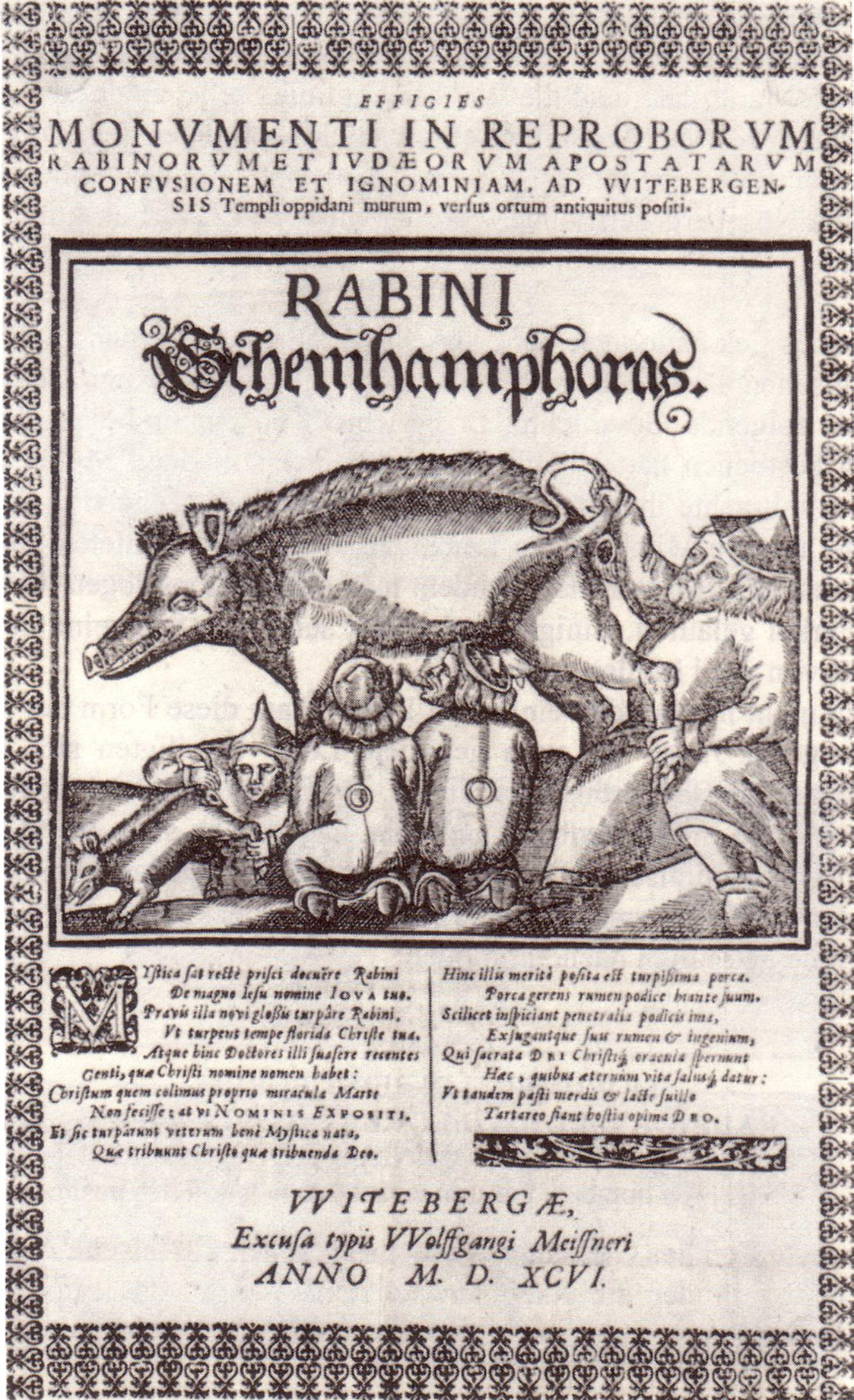
Libelle avec la Judensau de Wittemberg, 1596

Judensau (littéralement en allemand : « Truie des Juifs ») est le terme utilisé pour désigner des motifs animaliers métaphoriques apparus au Moyen Âge dans l’art chrétien anti-Juifs et dans les caricatures antisémites presque exclusivement dans les pays de langue germanique. L’utilisation du thème du cochon vise à humilier, car le porc est considéré comme un animal impur (en hébreu : Tame) et interdit à la consommation selon les lois de la cacherout.
Les premières représentations de Truies des Juifs datent du XIIIe siècle, en Allemagne. On en retrouve actuellement près d’une trentaine sous forme de sculptures ou bas-reliefs dans des églises ou des bâtiments d’Europe centrale. À partir du XVe siècle, avec l’invention de l’imprimerie, apparaissent des caricatures dans des pamphlets et des livres incendiaires. Depuis le XIXe siècle, ce terme est aussi utilisé comme injure verbale contre les Juifs. Les nazis réutiliseront ce terme en le modifiant en Saujude (qui correspond littéralement en français à « cochon de Juif ») mais qui a valeur de « sale Juif » en les comparant à des porcs, pour calomnier, humilier et menacer les Juifs.
De nos jours, l’utilisation de l’expression Judensau à l’égard d’une personne ou en public est interdite et sanctionnée pénalement en Allemagne, Autriche et Suisse. En Allemagne, la peine peut même être aggravée en estimant qu’il y a eu une provocation à l’agitation populaire.

## Le thème de l’image médiévale et sa réception

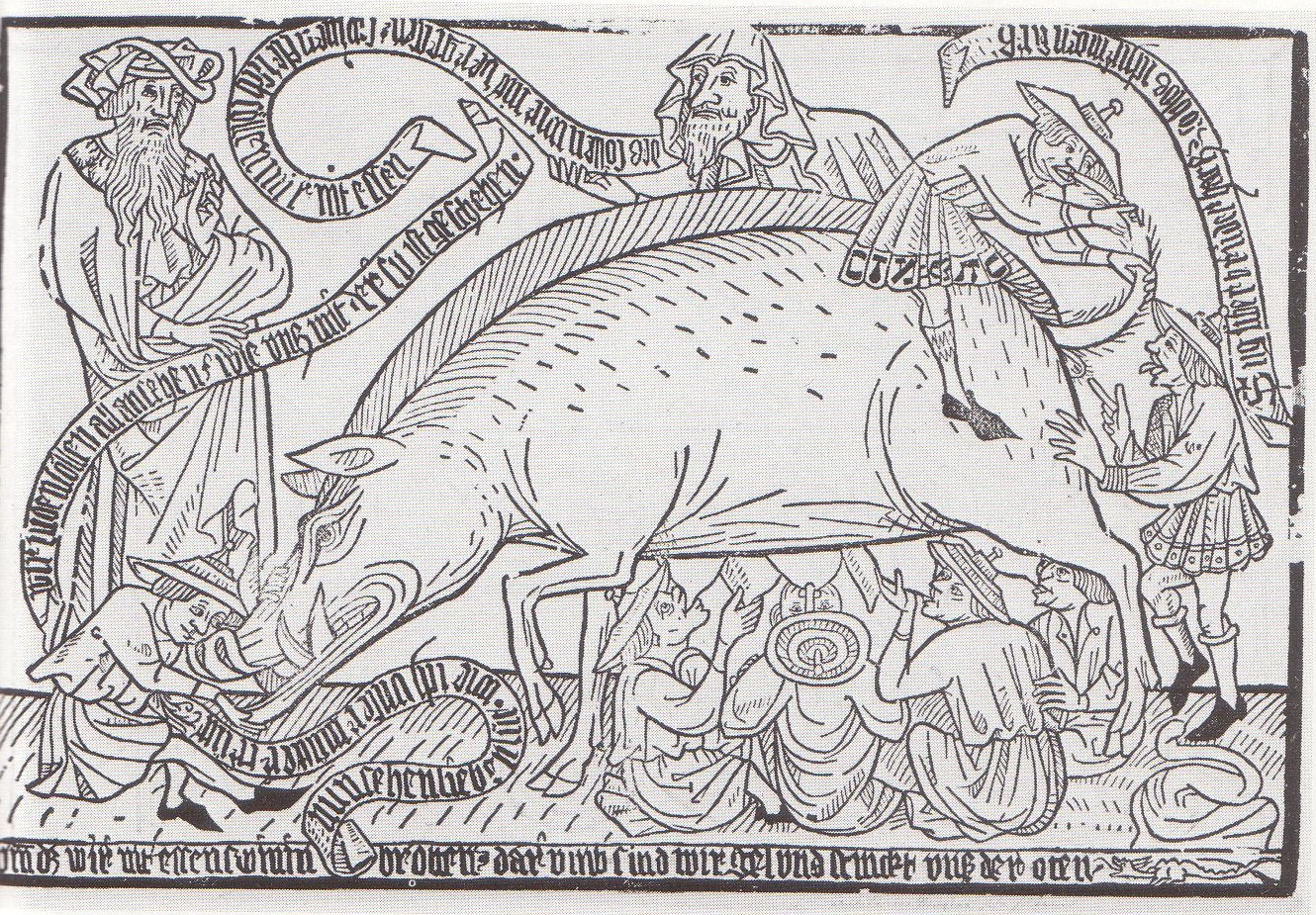
Représentation dans un livre xylographique du XVe siècle

L’image médiévale de la Truie des Juifs représente un cochon (généralement une truie) en contact intime avec des gens. Les figures humaines sont très identifiables et portent des indices permettant d’identifier les Juifs, tels que le chapeau juif (Judenhut) ou l’anneau jaune (Judenring) de l’époque. Dans la majorité des cas, les Juifs présentent un visage de porcelet et sucent les tétines de la truie. Dans d’autres représentations, ils chevauchent le cochon à l’envers, avec le visage tourné vers l’anus du cochon, et recevant en plein visage l’urine qui gicle ou les excréments qui s'extraient. Dans d’autres encore, ils enlacent et embrassent le cochon.

### La diffusion
Des sculptures ou images d’une Truie des Juifs apparaissent à partir du IXe siècle en terre germanique et se trouvent dans de nombreux édifices, principalement des églises. Certaines de ces représentations sont si détériorées que le motif en est presque méconnaissable ; d'autres sont en bon état et certaines viennent juste d’être redécouvertes. Le tableau qui suit, établi par Isaiah Shachars en 1974 et d’autres sources, donne la liste des principaux lieux où se trouvent ces représentations, classés par ordre alphabétique.
|    | Ville                        | Pays      | Époque             | Bâtiment                                                                | Description                                                 |
| -- | ---------------------------- | --------- | ------------------ | ----------------------------------------------------------------------- | ----------------------------------------------------------- |
| 1  | Aarschot                     | Belgique  | XVe siècle         | Église Notre-Dame                                                       |                                                             |
| 2  | Bacharach                    | Allemagne | vers 1290          | Wernerkapelle                                                           | En partie détruite                                          |
| 3  | Bad Wimpfen                  | Allemagne |                    | Église collégiale Saint-Pierre                                          | Gargouille, copie restaurée, l'original est au Reichsmuseum |
| 4  | Bâle                         | Suisse    |                    | Cathédrale de Bâle                                                      | Récemment retiré                                            |
| 5  | Bayreuth                     | Allemagne |                    | Église paroissiale                                                      | Récemment retiré, endommagé                                 |
| 6  | Brandebourg-sur-la-Havel     | Allemagne | vers 1230          | Cathédrale                                                              | Cloître, en bon état                                        |
| 7  | Cadolzburg                   | Allemagne | 1380–1480          | Porte du château, il s'agit de la plus grande sculpture Truie des juifs | Très effritée                                               |
| 8  | Calbe                        | Allemagne | XVe siècle         | Église Saint-Stéphane                                                   | Gargouille                                                  |
| 9  | Colmar                       | France    | vers 1350          | Collégiale Saint-Martin                                                 | Deux gargouilles                                            |
| 10 | Cologne                      | Allemagne | 1308-1311          | Cathédrale                                                              | Plusieurs sculptures sur bois dans le chœur, en bon état    |
| 11 | Cologne                      | Allemagne | 1310               | Église Saint-Séverin                                                    | Récemment retiré                                            |
| 12 | Eberswalde                   | Allemagne |                    | Église Sainte-Marie-Madeleine                                           |                                                             |
| 13 | Erfurt                       | Allemagne | XIVe siècle        | Cathédrale                                                              |                                                             |
| 14 | Francfort-sur-le-Main        | Allemagne |                    | Tour du vieux pont                                                      | N’existe plus                                               |
| 15 | Freising                     | Allemagne |                    | Cathédrale                                                              | N’existe plus                                               |
| 16 | Gniezno                      | Pologne   | vers 1350          | Cathédrale                                                              |                                                             |
| 17 | Heiligenstadt                | Allemagne | vers 1300          | Chapelle Sainte-Anne                                                    |                                                             |
| 18 | Heilsbronn                   | Allemagne |                    | Cloître                                                                 |                                                             |
| 19 | Kelheim                      | Allemagne |                    | Pharmacie municipale                                                    | N’existe plus                                               |
| 20 | Lemgo                        | Allemagne |                    | Église Sainte-Marie                                                     |                                                             |
| 21 | Magdebourg                   | Allemagne | vers 1270 ou 1493  | Cathédrale                                                              |                                                             |
| 22 | Metz                         | France    |                    | Cathédrale Saint-Etienne (Stephansdom)                                  |                                                             |
| 23 | Nordhausen                   | Allemagne | vers 1380          | Cathédrale                                                              | Bien conservée                                              |
| 24 | Nuremberg                    | Allemagne | XIVe siècle        | Église Saint-Sébald de Nuremberg                                        | Bien conservée, restaurée                                   |
| 25 | Ratisbonne                   | Allemagne | 1371               | Cathédrale                                                              | Sur le pilier à l'entrée sud-ouest                          |
| 26 | Salzbourg                    | Autriche  |                    | Tour de l’hôtel-de-ville                                                | N’existe plus                                               |
| 27 | Spalt                        | Allemagne | 1350 ou XVe siècle | Maison privée, Stiftsgasse 10 (auparavant Herrngasse 147)               |                                                             |
| 28 | Strasbourg                   | France    | 1280-1300          | Cathédrale                                                              | Bon état (en 1973)                                          |
| 29 | Spalt (quartier Theilenberg) | Allemagne |                    | Tour de l’église                                                        |                                                             |
| 30 | Wiener Neustadt              | Autriche  | XVe siècle         | Anciennement maison 16 Hauptplatz, maintenant dans un musée             | Bien conservée                                              |
| 31 | Wittemberg                   | Allemagne |                    | Église paroissiale                                                      |                                                             |
| 32 | Uppsala                      | Suède     | vers 1350          | Cathédrale                                                              |                                                             |
| 33 | Xanten                       | Allemagne |                    | Cathédrale                                                              |                                                             |
| 34 | Zerbst                       | Allemagne | 1446–1448          | Église Saint-Nicolas                                                    |                                                             |

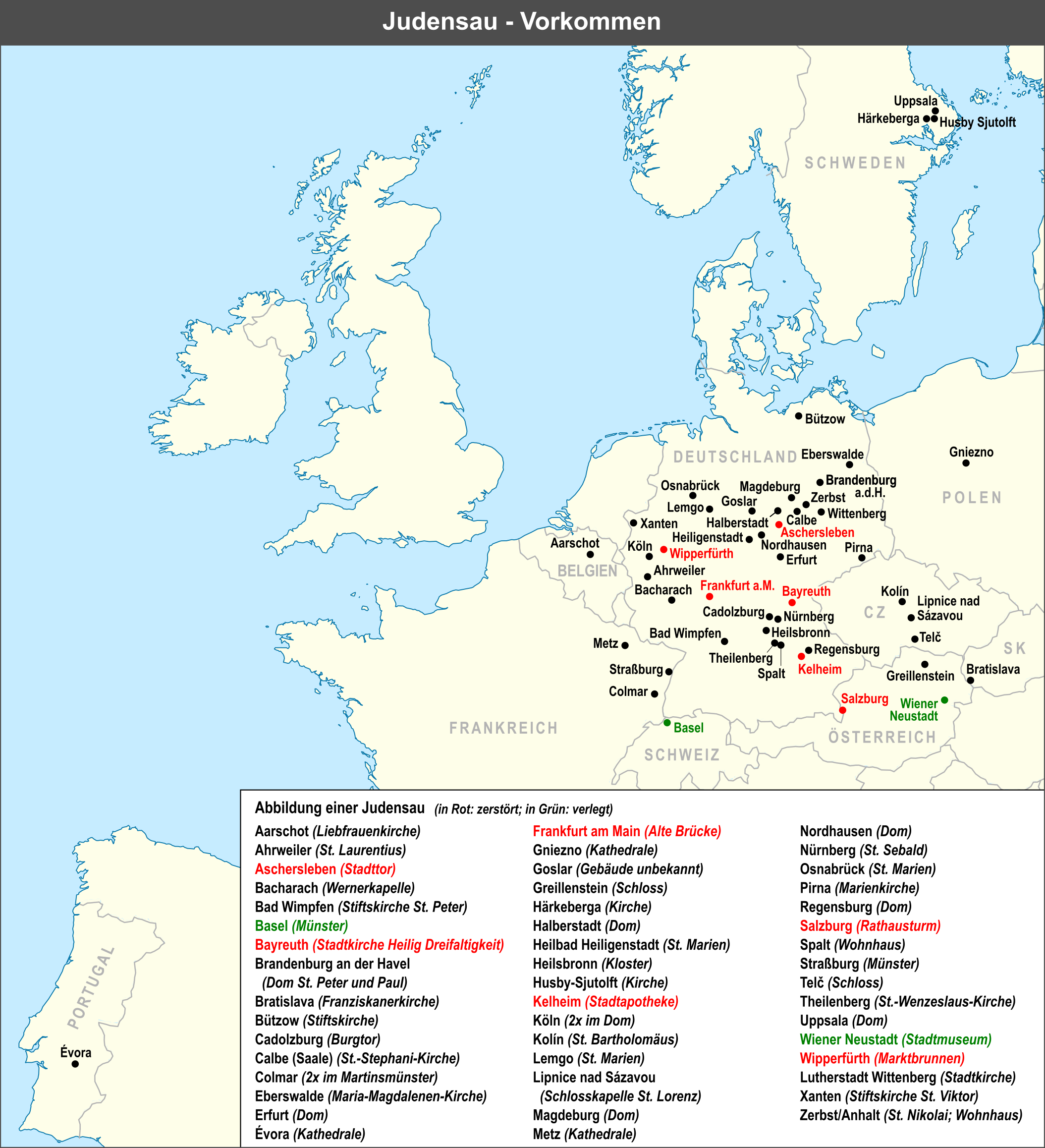
Carte de la répartition de la "Judensau"

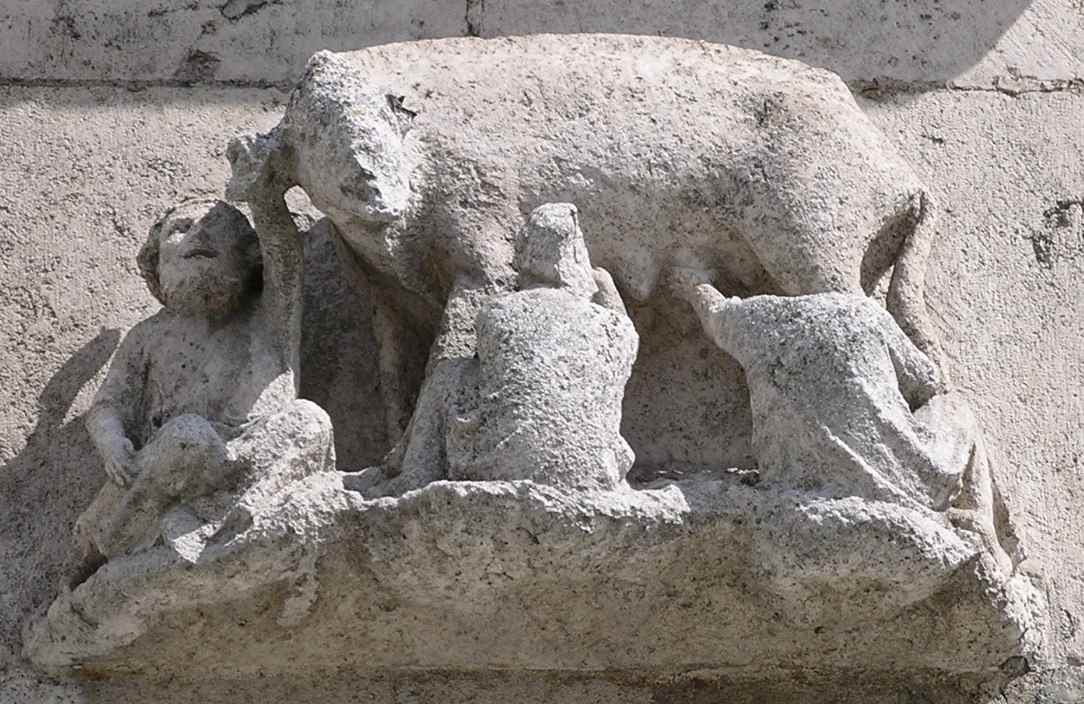
Judensau du XIVe siècle de la cathédrale Saint-Pierre de Ratisbonne.

La représentation la plus ancienne connue (aux alentours de 1230), se trouve sur le chapiteau d’une colonne dans le cloître de la cathédrale de Brandebourg. Elle représente la Judensau comme un mélange entre un Juif et un cochon. Ce type de figuration ne sera plus représenté ultérieurement. Au XIIIe siècle, on trouve des exemples dans différentes communes allemandes : à Lemgo, Xanten, Eberswalde, Wimpfen et à Magdebourg. I. Shachar impute au XIVe siècle les motifs à Heiligenstadt, Cologne (Cathédrale), Metz, Ratisbonne, Colmar, Nordhausen, Uppsala (Suède) et Gnesen (Pologne).
Le reste des sculptures de Judensau appartient au XVe siècle.
Aujourd’hui, certaines sculptures de la Truie des Juifs n’existent plus, comme celles à Freising sur la cathédrale, à Francfort-sur-le-Main, à Salzbourg sur la tour de l'Hôtel de ville et à Kelheim. Cette dernière portait la date de 1519.
Tandis que les représentations les plus âgées, se trouvaient sur des constructions religieuses, celles-ci apparaissent au XVe siècle sur des bâtiments profanes tels que l’hôtel de ville de Salzbourg permettant ainsi une plus grande diffusion de leur motif.
Victor Hugo fait probablement allusion à la Judensau au livre IV, chapitre I « les bonne âmes » de Notre Dame de Paris, dans la description de Quasimodo faite par Agnès la Herme :

« J'imagine, que c'est une bête, un animal, le produit d'un juif avec une truie ; quelque chose enfin qui n'est pas chrétien et qu'il faut jeter à l'eau ou au feu. »

### Interprétation

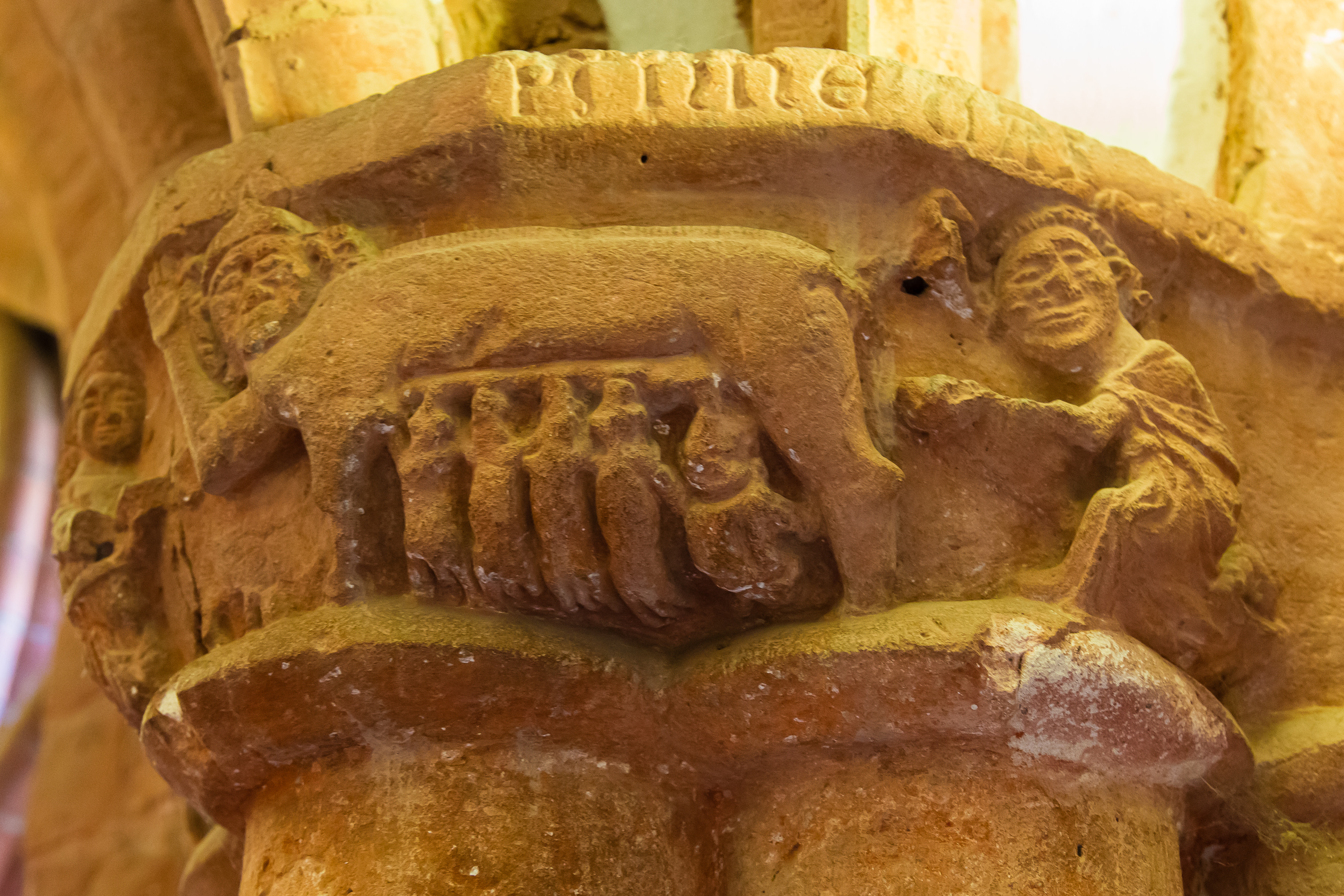
La plus ancienne Judensau, XIIIe siècle, sur la cathédrale de Brandebourg, chemin de croix ouest.

Les images les plus tardives, apparues au XVe siècle peuvent être interprétées, d’après Angelika Plum, comme une première forme de caricature hostile aux Juifs, remplissant trois fonctions sociaux-psychologiques principales :
- Livrer les Juifs à la dérision de la population, tout en faisant allusion à leurs soi-disant comportements typiques. Cela supposait déjà des préjugés anti-juifs chez le spectateur ;
- Stabiliser ces préjugés en les limitant envers Juifs, et encourager de façon indirecte des actions contre ceux-ci [réf. nécessaire];
- Attaquer les Juifs eux-mêmes dans leur propre image religieuse de soi et les blesser intérieurement. Ces caricatures grossières représentant une intimité entre l’animal et les personnes avec fréquemment des phénomènes de sécrétions et de digestion, qui les horripilaient eux-mêmes, visaient une calomnie efficace par une aggravation extrême et symboliquement réduite du message "typique" à faire passer (Matthias Beimel). L’obscénité des images conduisait le spectateur à un sentiment de dégoût, de honte et de haine.

Ceci avait pour but de dénigrer en public les fidèles de la religion juive de façon particulièrement humiliante, et à les exclure de la communauté des humains, en les présentant à l'opposé de leur culture :
- Suivant la Torah, la consommation de la viande d’animaux impurs comme le porc est interdite, de même que le lait de truie (Lévitique: 11.7) ;
- L’intimité entre une personne et un animal (zoophilie) est considérée dans la Bible comme une perversion particulièrement abominable et comme un délit religieux passible de la mort (Exode: 22.19).

Pour le spectateur, l’image suggérait que les Juifs en faisant ces choses repoussantes, n’étaient plus des êtres humains, mais d’une espèce voisine de celle du cochon.
Cela leur déniait la dignité d’homme et cela provenait justement de leur religion : Dieu distingue l’homme des autres créatures qui peuvent lui servir, mais qui ne doivent pas être confondus (Genèse:1-2). En même temps, ce motif cimentait une distance sociale effective vis-à-vis de la minorité juive. C’est pourquoi, on peut considérer ce type de caricature comme précurseur de l’antisémitisme de race plus tardif.

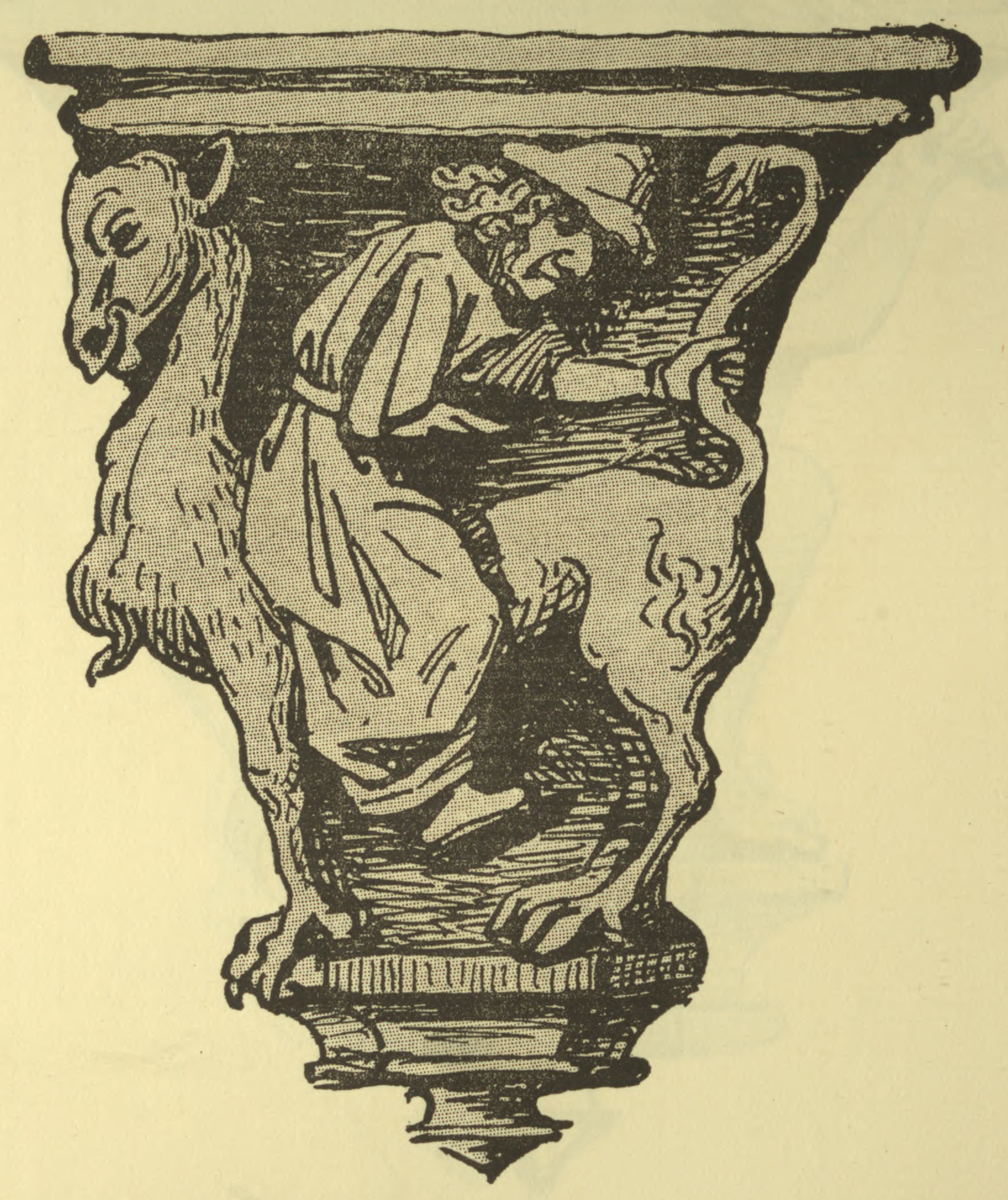
Notre-Dame de la Miséricorde, Aarschot (Belgique), fin XVe-début XVIe s.

### L’origine et le changement de sens
Le cochon symbolise dans la tradition biblique, l’impureté et le péché que la personne doit combattre et surmonter car Dieu l’a créé à son image. Ainsi, le Christ d’après Marc (5,1-20), chasse les mauvais esprits d’une personne et les envoie dans un troupeau de cochons qui se jette dans la mer et se noie. La Deuxième épître de Pierre (2, 22), décrit la punition pour ceux qui se détournent de la foi chrétienne :
« Ce que dit le proverbe leur est arrivé : le chien remange ce qu'il a vomi et la truie se vautre après avoir fait ses besoins dans sa crotte. »
Ici, le « retour » au judaïsme est représenté comme une conduite de cochon. Ceci n’est pas nouveau, car déjà certains pères de l’Église insultaient les Juifs et les hérétiques en les traitant de Cochons ; au IVe siècle, Jean Chrysostome dans ses huit sermons 388 sur l’office juif dans la synagogue s’abaissait aussi à ce type de dénigrement.
Avec l’adoption des vertus et défauts hellénistiques, la théologie chrétienne depuis le Ve siècle a édicté la liste des sept péchés capitaux : les deux derniers, la gourmandise (en latin: gula) et la luxure (luxuria), étaient souvent symbolisés dans les représentations figuratives par un cochon. Cela incarnait les impurs et les pécheurs, dont le ventre était rempli de saletés et qui ne laissaient à leurs descendants que des excréments. (Psaumes: 17,14)

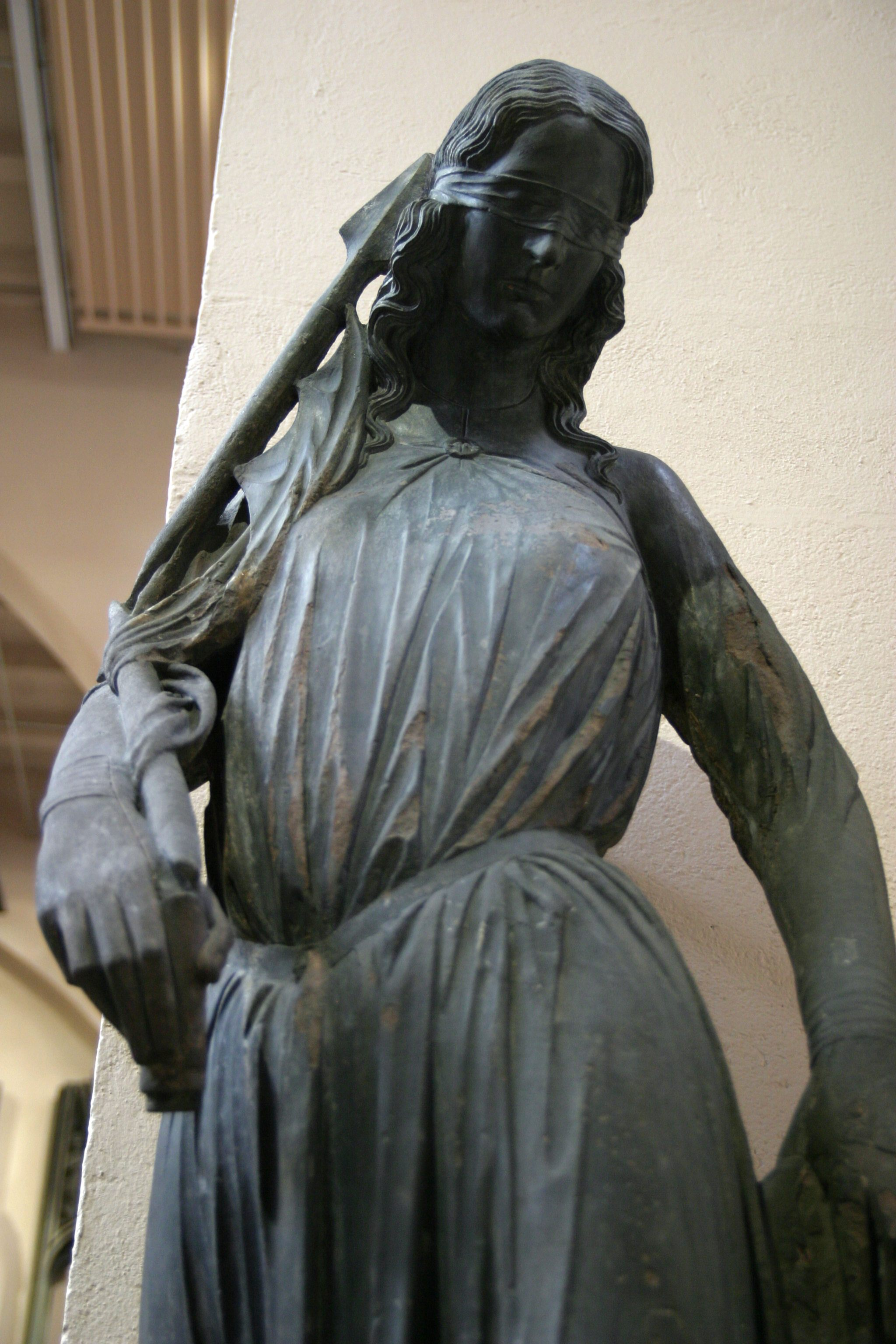
Ecclesia et Synagoga : La Synagogue aveuglée, original de la cathédrale de Strasbourg, XIIIe siècle.

Jusqu’au IXe siècle, ces péchés n’étaient pas encore identifiés au judaïsme, mais seulement comparés. Raban Maur, dans son encyclopédie De Universo (847) mettait côte-à-côte sur la même page des Juifs et des cochons, puisque les deux auraient été athées, pécheurs et obscènes. Après cela, il se référait à « l’auto-imprécation » dans l’Évangile selon Matthieu (27, 25) : « Que son sang retombe sur nous et sur nos enfants ! ». Là, les Juifs comme les cochons, étaient représentés par une allégorie, afin de mettre en garde le simple chrétien avec des images frappantes. De même, les moines et les singes incarnaient le péché d'inconstantia (infidélité, instabilité).
Les sculptures dans les églises du haut Moyen Âge symbolisent la vision du christianisme triomphant régnant sur le monde, en opposition avec l'Ecclésia (l'Église) victorieuse de la Synagogue vaincue : Ecclesia et Synagoga. Sur le portail sud de la cathédrale de Strasbourg, par exemple, la Synagogue est représentée par une jeune femme majestueuse, noble, parfaite et toute à l'affliction de sa défaite. Ses yeux bandés symbolisent la cécité de l'hérésie[réf. nécessaire], mais en aucun cas, ne ridiculise les Juifs. Cette sculpture date des environs de 1230.
Aussi, les premières sculptures de la Truie des Juifs du XIIIe siècle, présentaient bien les Juifs de façon négative, certes, mais ne se moquaient nullement du judaïsme: Les Juifs étaient seulement pris comme exemples pour représenter tous les pécheurs. Mais déjà la première représentation de la Truie des Juifs (autour de 1230) conduisait à l’amalgame du Juif et de la truie. Elle vient de l'époque où le "rejet" du judaïsme constituait un ciment socio-politique. Le IVe concile du Latran (1215) met en place une ghettoisation des communautés juives médiévales et une discrimination entre autres d'ordre vestimentaire.
À partir de cette date, le judaïsme est de plus en plus dévalué, comme une religion dépravée, sale et ridicule. Cela s’aperçoit sur les motifs des Judensau ultérieurs. Sur les stalles de la cathédrale d’Erfurt, le conflit des religions est représenté comme un tournoi (début du XVe siècle). Pendant que l’Église chevauche sur son cheval, la synagogue est assise sur un cochon. À Aarschot dans les Flandres belges, un chapiteau de colonne explique le motif : « Ici, chevauche un Juif sur un bouc ». Le bouc étant le symbole du diable, on dépasse maintenant la simple dérision satirique.

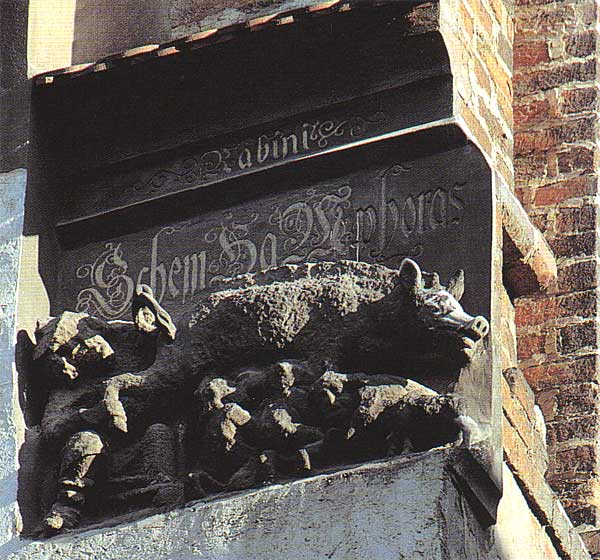
Judensau dans l’aile sud-est de l’église paroissiale de Wittemberg.

Le bas-relief de la Truie des Juifs de l’église paroissiale de Wittemberg (vers 1440) représente une image ostensiblement "perverse", qui devait provoquer de l’aversion et de l’écœurement. Le juif apparaissait maintenant comme une créature immonde. En outre, une inscription en hébreu : « Schem Hamphoras » (le Nom explicite), mettait en relation le nom de Dieu avec un animal impur pour les Juifs. Cela correspond pour les Juifs à un monstrueux blasphème, et montre de façon évidente, que vers la fin du Moyen Âge l’opposition originale de l’Église et de la Synagogue s’est transformée dans tous les milieux sociaux en un mépris total du judaïsme en tant que tel.
Dès 1517, Martin Luther prononce ses sermons, à l'origine de la Réforme, dans l’église du château de Wittemberg. Son libelle antijudaïque de 1546, porte d’ailleurs comme titre Schem Hamphoras comme l’indication marquée sur le bas-relief.
« Derrière la truie, se trouve un rabbin qui soulève la patte droite de la truie, se dresse derrière la truie, se penche et regarde avec grand effort le Talmud sous la truie, comme s'il voulait lire et voir quelque chose de très difficile et d'exceptionnel. »

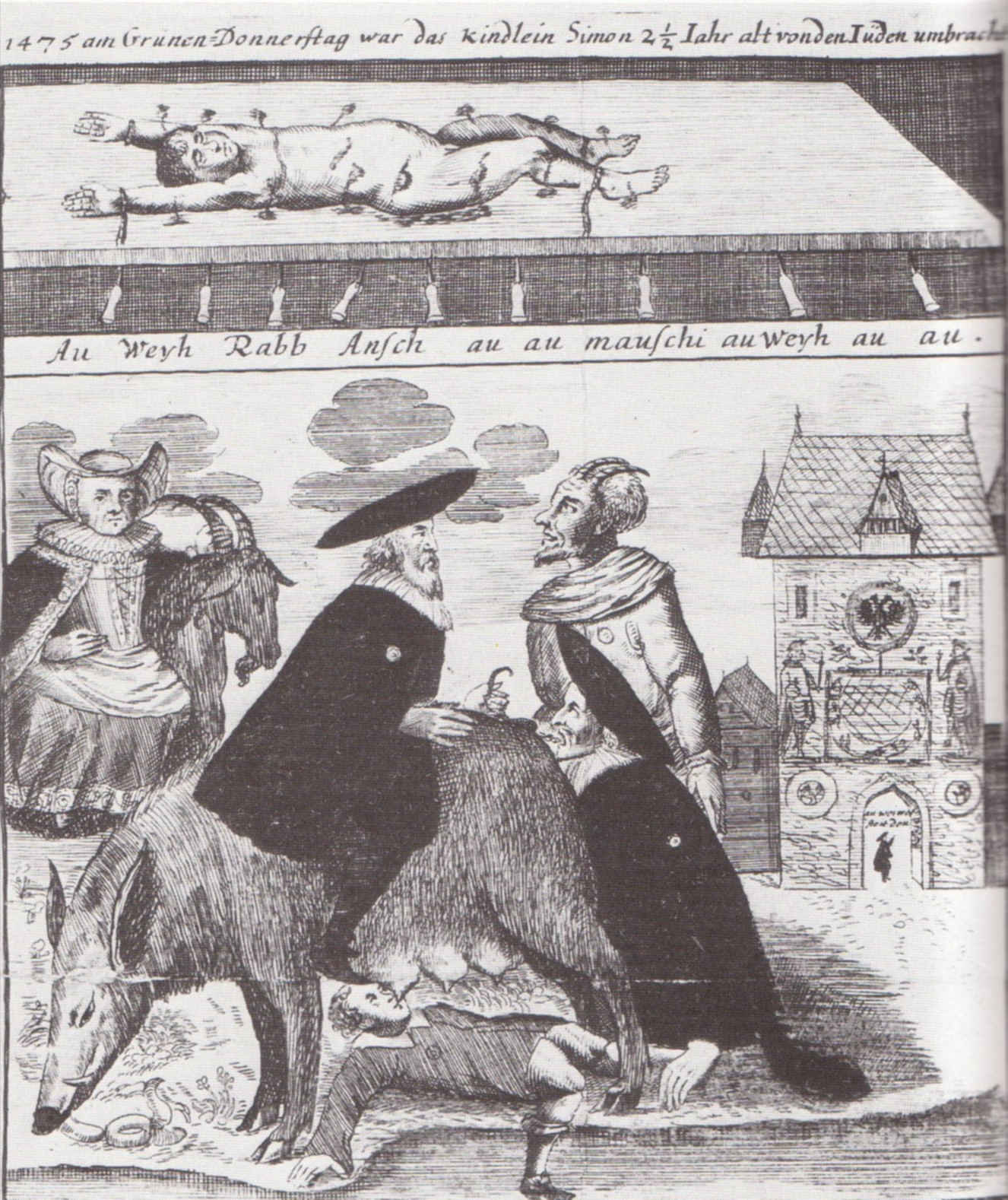
Gravure sur cuivre (XVIIIe siècle) ; la Judensau de Francfort.

Luther en positionnant le Talmud sous la truie, se moque de l’exégèse rabbinique et de la foi juive en la considérant comme ridicule et sale ; ainsi, il exclut tout dialogue idéologique imaginable avec les Juifs ainsi que la reconnaissance de leur tradition millénaire indépendante.
La Judensau de Francfort est particulièrement provocatrice. Elle faisait partie des peintures murales datant de 1475 qui se trouvaient sur la tour du vieux pont de Francfort-sur-le-Main près de la Judengasse (ruelle aux Juifs). Elle est restée une des attractions touristiques de la ville jusqu'à la destruction de la tour du pont en 1801.
Elle représentait un rabbin qui chevauchait à l'envers une truie, un jeune Juif sous le ventre de la truie et suçant les tétines, un autre vers l'anus ou la vulve et aspirant ; derrière se trouvait le Diable et une Juive chevauchant un bouc (symbole du Diable). Au-dessus, le cadavre mutilé de Simon de Trente, victime supposée d’un meurtre rituel attribué aux Juifs. Une phrase expliquait :
« Aspire le lait, mange la crotte,
C'est votre meilleure nourriture »

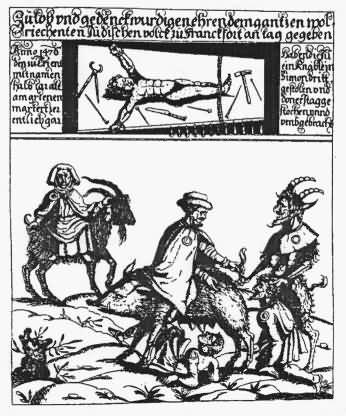
Judensau couplé à l'allégation de crime rituel sur Simon de Trente dans une gravure du Old Bridge Tower de Francfort-sur-le Main, 1475

Cela devait souligner que les Juifs n’étaient pas des créatures normales, et qu’ils se trouvaient plus proches des animaux et du diable que des êtres humains. Le lien fait avec le meurtre rituel ne pouvait qu'attiser les pogroms. Cette représentation était largement répandue grâce à des gravures sur bois ou des estampes, présentant parfois quelques variantes, dont plusieurs ont pu être conservées. Sur les imprimés, le diable a le plus souvent la physionomie attribuée aux Juifs et porte l’anneau jaune.

### Début des temps modernes: les documents imprimés
Avec l’invention de l’imprimerie, on trouve des caricatures de Truie des Juifs dans de nombreux livres et pamphlets, surtout de la période de la Réforme. Au XVIe siècle, des médailles se moquant des Juifs, avec le même type de motif, font aussi leur apparition.
La Judensau est si populaire qu’il existe même une pièce de théâtre pour le mardi gras, de Hans Folz, datant du XVe siècle. Dans cette pièce, Ein spil von dem herzogen von Burgland (Une pièce du duc du château), il est recommandé à la fin, de trouver une peine pour les Juifs.
« Je dis, avant toute chose, que l'homme
La plus grosse cochonne se pavane
En dessous il se blottit
Et aspire ses tétines avec bruit
Leur Messie est étendu sous la queue »

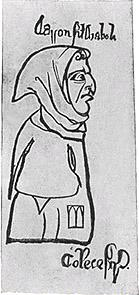
« Aaron, fils du Diable », dessin en marge d'un dossier de la Cour d'Angleterre, JE, 1901-06.

L’association des Juifs avec la truie et/ou le diable est aussi transmise par les images caricaturales qui circulent où on les voit avec des oreilles de cochon, des pieds de bouc et des cornes. Un pamphlet anti-juifs de 1571 montre la figure des Juifs recouverte d’une capuche jaune, avec le corps repoussant, des griffes comme les griffes du diable, des pattes d’oie, le visage d’un cochon avec des cornes et des bois. L’un d’entre eux, un jongleur avec une cornemuse, est à cheval sur une truie qui mange ses excréments.
Aux XVIIe et XVIIIe siècles, les représentations des Judensau de Wittemberg et de Francfort étaient particulièrement populaires. Elles étaient représentées dans de nombreux livres et servaient à la propagande anti-juive. On retrouve encore au XIXe siècle certaines représentations, principalement dans des séries d'images imprimées, où les Juifs sont associés à des cochons.

Judensau dans le bréviaire de Baldwin du Luxembourg, où Juifs comme chien portent le judenhut, le chapeau pointu imposé aux Juifs, 1336

## Le motif de laJudensaudans la propagande antisémite
Au XIXe siècle, la propagande anti-juive suppose que l’association entre Juifs et cochons est, grâce aux images imprimées, déjà fortement implantée dans l’esprit du peuple. Dans l’Empire allemand, la tradition des caricatures antisémites dans le contexte de l’émancipation des Juifs (1870-1890), se renforce.
À cette époque, l’insulte verbale de la Truie des Juifs est usuelle, et l’expression existe dans la littérature traitant du Moyen Âge. Le dictionnaire allemand des frères Grimm de 1877, ne contient cependant pas ce mot composé.
Depuis la révolution de novembre 1918, la droite nationaliste utilisait cette expression pour dénoncer les criminels de novembre. Ainsi, vers les années 1920, une chanson à boire des nationalistes allemands attaquait le ministre des affaires étrangères de la République de Weimar :
« Faites claquer les fusils - tak, tak, tak
Sur la racaille noire et rouge.

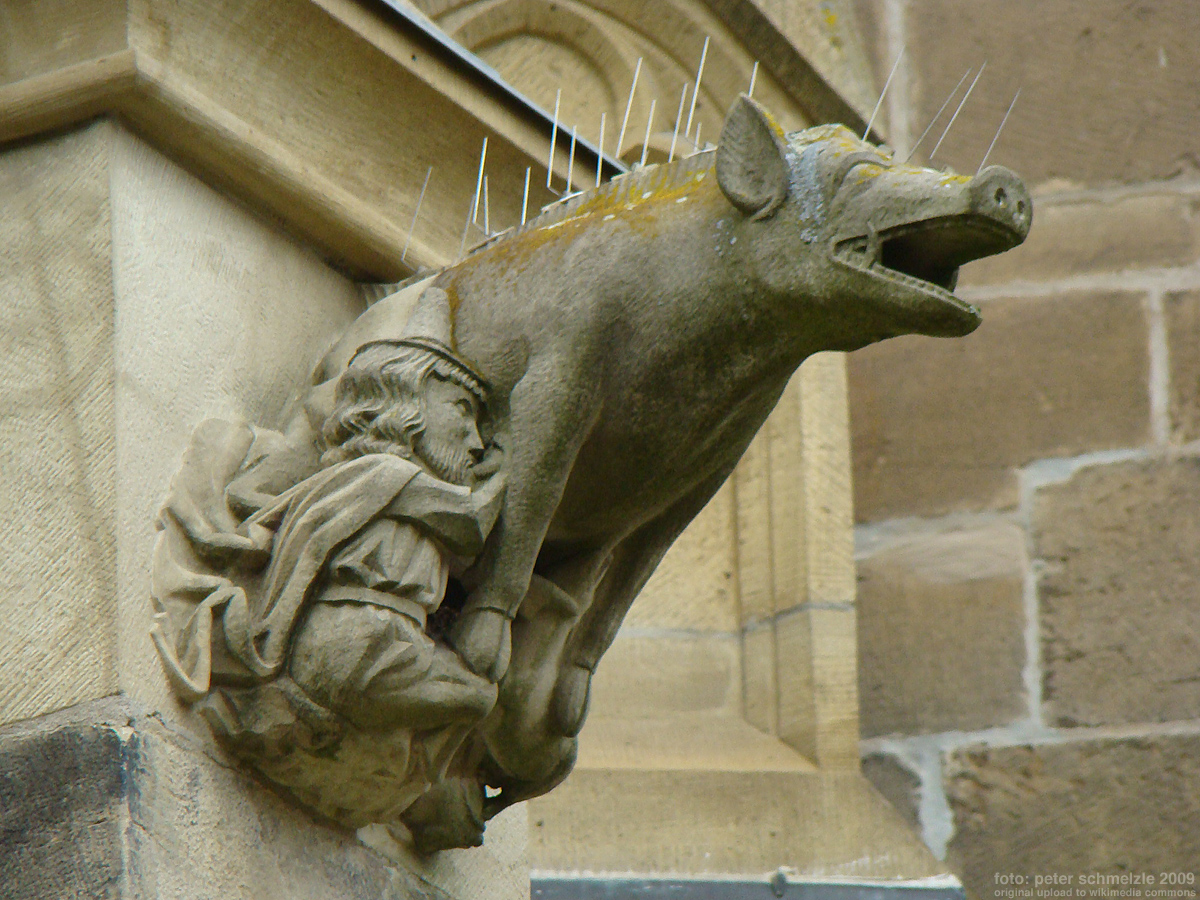
Judensausur l'église de Bad Wimpfen

Aussi Rathenau, le Walther,
 Ne vivra pas très vieux,
Flinguez le Walther Rathenau,
La maudite Truie des Juifs ! »
Cet appel au meurtre sera entendue et Rathenau sera assassiné en 1922 dans la rue.

Les nazis vont aussi avoir recours à ce thème. Depuis le Moyen Âge, ce motif est fortement ancré dans l’imaginaire populaire comme stéréotype antisémite, et servira de préparation idéologique de la Shoah. Le journal Der Stürmer continue depuis 1923 la tradition des caricatures antisémites. Il associe les motifs religieux juifs à des motifs pornographiques et racistes et relie, en invoquant l’histoire de l’Église, la Truie des Juifs à des meurtres rituels, aux vampires et à Satan. 

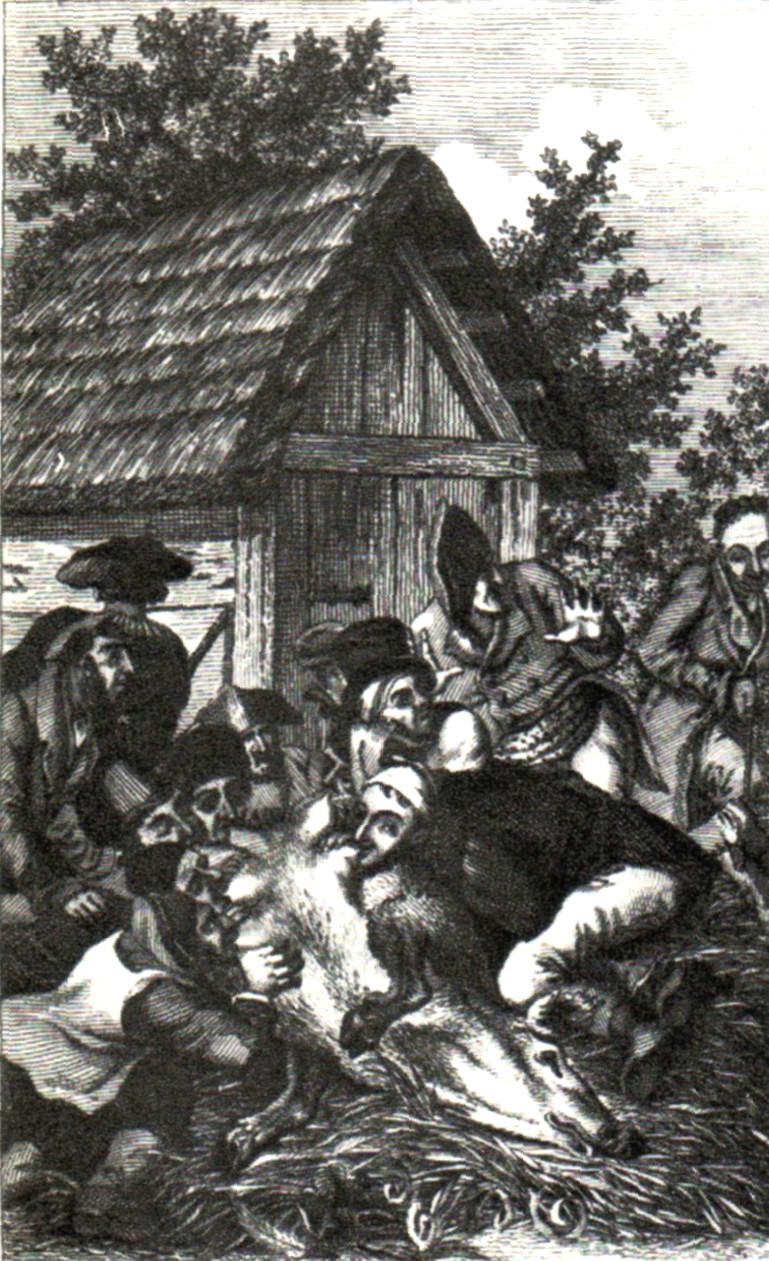
Judensau dans un livre antisémite de 1822

Ces caricatures représentent les Juifs avec des dents obliques, des griffes d'animaux, les bords de la bouche dégoulinants et un regard avide qui séduisait et "empoisonnait" les groupes de jeunes filles blondes. Le thème, désormais, vise non seulement le mélange de races, mais aussi les attaques contre la race aryenne.
Dans une caricature du Stürmer de 1934, le motif de la Truie des Juifs symbolise le pouvoir prétendu des Juifs sur les médias. La truie transpercée par une fourche à fumier, porte l'inscription : Maison d'édition de littérature juive. La légende de l'image est : « Bien que la truie soit morte, on doit encore faire crever ses porcelets ». Les porcelets sont représentés sous les traits d'Albert Einstein, Magnus Hirschfeld, Alfred Kerr, Thomas Mann et Erich Maria Remarque.
Les événements d’actualité étaient présentés de façon caricaturale afin de montrer que le caractère typique et durable des Juifs provenait de leur race, de leur religion et de leur culture. À la différence des images du XIXe siècle dont l’intention était par la moquerie d’encourager une certaine mise à l’écart de la population juive, les nouvelles caricatures politiques s’attaquent à une minorité opprimée présentée aux lecteurs comme parfaitement exécrable. Cela ne permettait en rien de clarifier des rapports politiques complexes, mais était uniquement axé sur la recherche d’un bouc émissaire.
Dans le contexte de la persécution systématique des Juifs, à partir du boycott des commerces et établissements juifs (1er avril 1933), se développe une propagande incendiaire dont les effets seront historiquement sans précédent. Depuis les lois de Nuremberg de 1935, sur la protection de la pureté du sang allemand, les rapports sexuels sont strictement interdits entre les Allemands non-juifs et les Juifs. Les partenaires mâles encourent des peines de prison, tandis que les femmes non juives, ayant couché avec un Juif, sont accusées de mélange des races, humiliées et traînées en public avec une pancarte autour du cou portant l’inscription putain des juifs:
« Je suis la plus grosse cochonne de l’endroit, et je ne couche qu’avec des Juifs »

## L'actualité de l'insulte

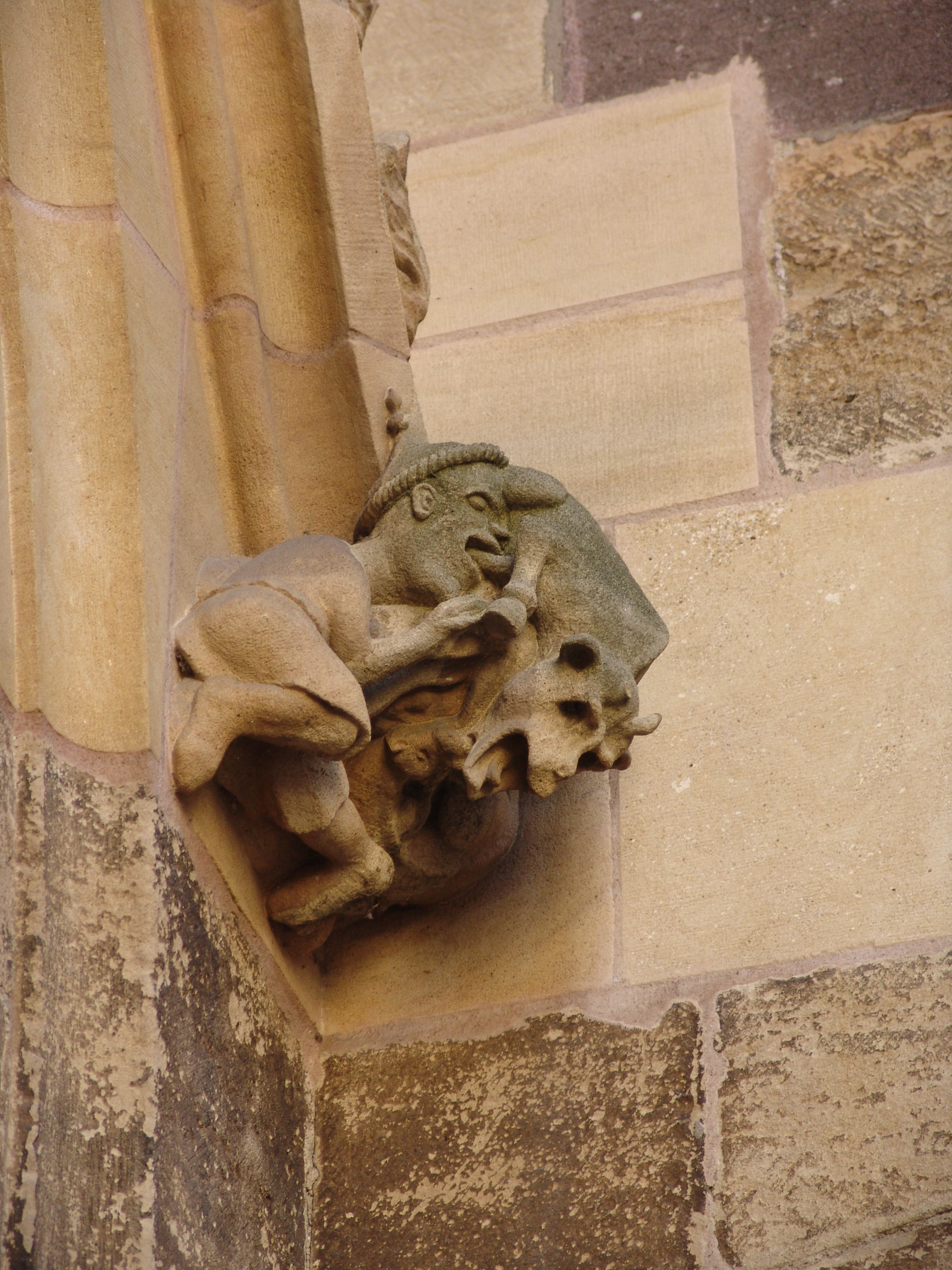
Judensau du XIVe siècle, ornant la façade occidentale de la collégiale Saint-Martin de Colmar en Alsace

En raison du contexte historique passé, les insultes Judensau (la Truie des Juifs) et Saujude (cochon de Juif) sont considérées aujourd’hui comme une offense incontestable.
Pourtant ce type d’expression peut encore s’entendre de nos jours dans les stades de football, à l’encontre de sportifs ou arbitres juifs ou israéliens. Cette insulte doit être considérée, non seulement comme une insulte habituelle xénophobe, comme sa variante Truie des Turcs, mais comme un moyen précis de déshumanisation des Juifs.
Depuis le début des années 1990, des attaques contre les personnes d’origine juive ont augmenté en Allemagne. D’autres délits ont été commis contre les biens juifs, comme la profanation de tombes ou de mémoriaux. De même, la tombe où sont enterrés Bertolt Brecht et sa femme, Hélène Weigel qui était d’origine juive, a été recouverte de l'inscription Cochon de Juif en 1989, peu de temps après la chute du mur de Berlin.
Dans la nuit du 20 avril 1992, jour anniversaire de la naissance d’Hitler, des néonazis jettent une moitié de tête de cochon dans le jardin de la synagogue d’Erfurt. Ce geste est répété le 20 juillet 1992 par le néonazi Thomas Dienel et trois skinheads avec deux moitiés de tête de cochon, après le décès de Heinz Galinski, président du Comité Central des Juifs d'Allemagne. Le message joint indiquait : « Enfin ce cochon de Galinski est mort. Encore plus de Juifs doivent mourir ».
En octobre 1993, le mémorial de la déportation des Juifs, situé à Berlin Grunewald, est souillé avec des têtes de cochons. En octobre 1998, des néonazis lâchent sur l’Alexanderplatz de Berlin, un porcelet avec une étoile de David et le nom d’Ignatz Bubis, président de la communauté juive d’Allemagne, peints dessus.
Cette forme d’outrage n’est pas uniquement dirigée vers les représentants de la communauté juive en Allemagne, mais contre tous les Juifs. L’intention est d’insulter collectivement les Juifs (« Tous les Juifs sont des cochons/truies ») dans le but de provoquer une agitation populaire.
Pour dédramatiser cela, Meir Mendelssohn, un artiste israélien provocateur connu, accusé d’avoir souillé la tombe d’Ignatz Bubis en Israël, avait invité le 22 novembre 1999, le public dans le cadre d'une soirée théâtrale organisée par Christoph Schlingensief au Volksbühne Berlin:
« ... dire le mot Judensau, est tout à fait normal, tout à fait naturel. »

## Que faire des représentations deJudensauhistoriques?
La question se pose de savoir s’il faut retirer les représentations des Judensau historiques ou les conserver en place comme témoignage d’une époque. Actuellement les historiens et les administrateurs des monuments historiques argumentent s’il faut conserver dans leur contexte architectural des motifs extraordinairement choquants, des critiques voient dans leur maintien une sensibilité déficiente à l’égard de l’antisémitisme.
Déjà en 1945, après la fin de la guerre, la représentation située sur la pharmacie municipale de Kelheim avait été retirée, probablement sur instruction d’un officier de l’armée américaine. 

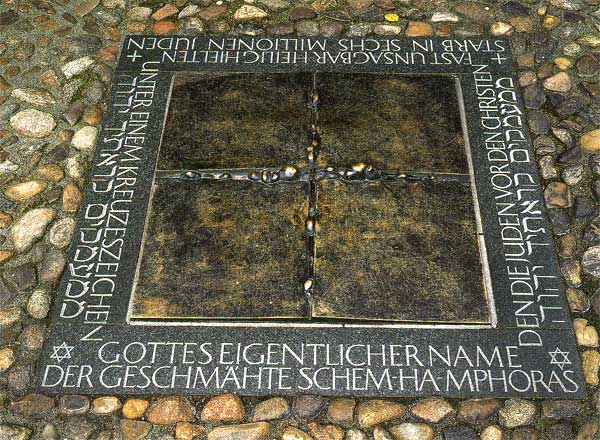
Mémorial pour les Juifs dans l’aile sud de l’église paroissiale de Wittemberg.

En 1988, le sculpteur Wieland Schmiedel de Crivitz dans le Mecklembourg-Schwerin, recevait la commande du consistoire de l’église paroissiale de Wittemberg pour la réalisation d'une plaque commémorative placée au sol, en dessous du bas-relief de la Judensau, afin d’attirer l’attention des visiteurs sur les conséquences historiques de l’antisémitisme : "La Shoah". Elle se présente sous la forme de barbelés en forme de croix, encerclant une Bible, sur laquelle on peut lire le psaume (130:1) en hébreu : « Du fond de l’abîme je t’invoque, ô Éternel ». Une phrase de l’écrivain berlinois Jürgen Rennert est inscrite autour de la plaque :
« Le nom propre de Dieu, le Schem Hamphoras injurié, que les Juifs sanctifiaient de façon presque indicible pour les chrétiens, est mort dans les six millions de Juifs, sous un signe de croix. »

Le 24 avril 1990, l'Église Évangélique de Berlin-Brandebourg émettait de sa propre initiative une clarification synodale et recommandait :
« Si les œuvres d'art restent en place, le spectateur devra avoir l'attention attirée par des explications […] sur les fautes et les égarements de l'Église et être instruit de sa nouvelle position. »
À Bayreuth, en 2005, l’Église protestante a apposé une plaque avec l’inscription :
« La sculpture antisémite en pierre de ce pilier est devenu méconnaissable. Que soit passée pour toujours l'hostilité au judaïsme.  »
Jusqu’à maintenant, seules quelques plaques explicatrices sont placées dans certaines églises.

### Oppositions
Ceci ne pouvait suffire pour certains combattants contre l'antijudaïsme et l'antisémitisme, qui demandaient que les représentations soient purement et simplement retirées de la vue.
Ainsi a eu lieu à Cologne en 2002 une campagne de protestation où l'artiste activiste munichois Wolfram P. Kastner affirmait que le motif de la Judensau de la cathédrale représentait « le cas typique de création d’images de violence dans nos têtes ».
De même, Kastner, en 2005 à Ratisbonne, attaque les responsables d'un document éducatif représentant la sculpture de la cathédrale, d’ailleurs fortement érodée. Ce document avait fait l’objet d'un consensus entre le diocèse de Ratisbonne, le Ministère de l’Éducation et de la Culture et la communauté israélite de Bavière.
Ce document indiquait :
« La sculpture doit être considérée comme le témoignage en pierre d'une époque passée et doit être vue en rapport avec son temps; Elle est répugnante pour un spectateur d'aujourd'hui, dans son expression anti-juive. »

Un contre-projet de Kastner qui insistait sur la complicité des chrétiens a été refusé par les représentants de l’Église. 

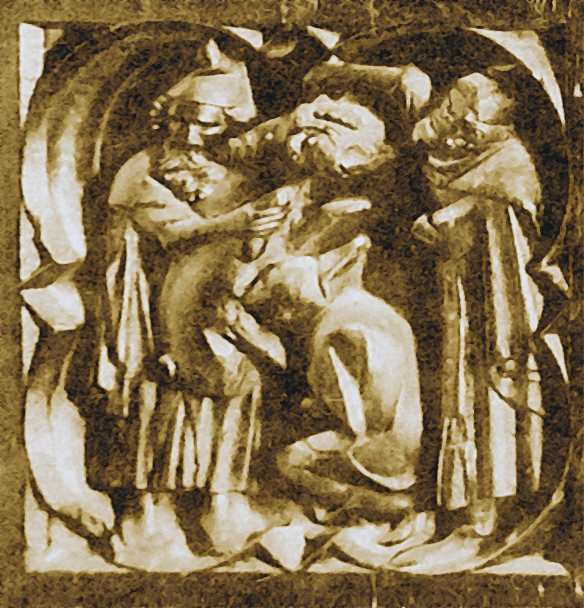
L'une des judensauen de la cathédrale de Cologne

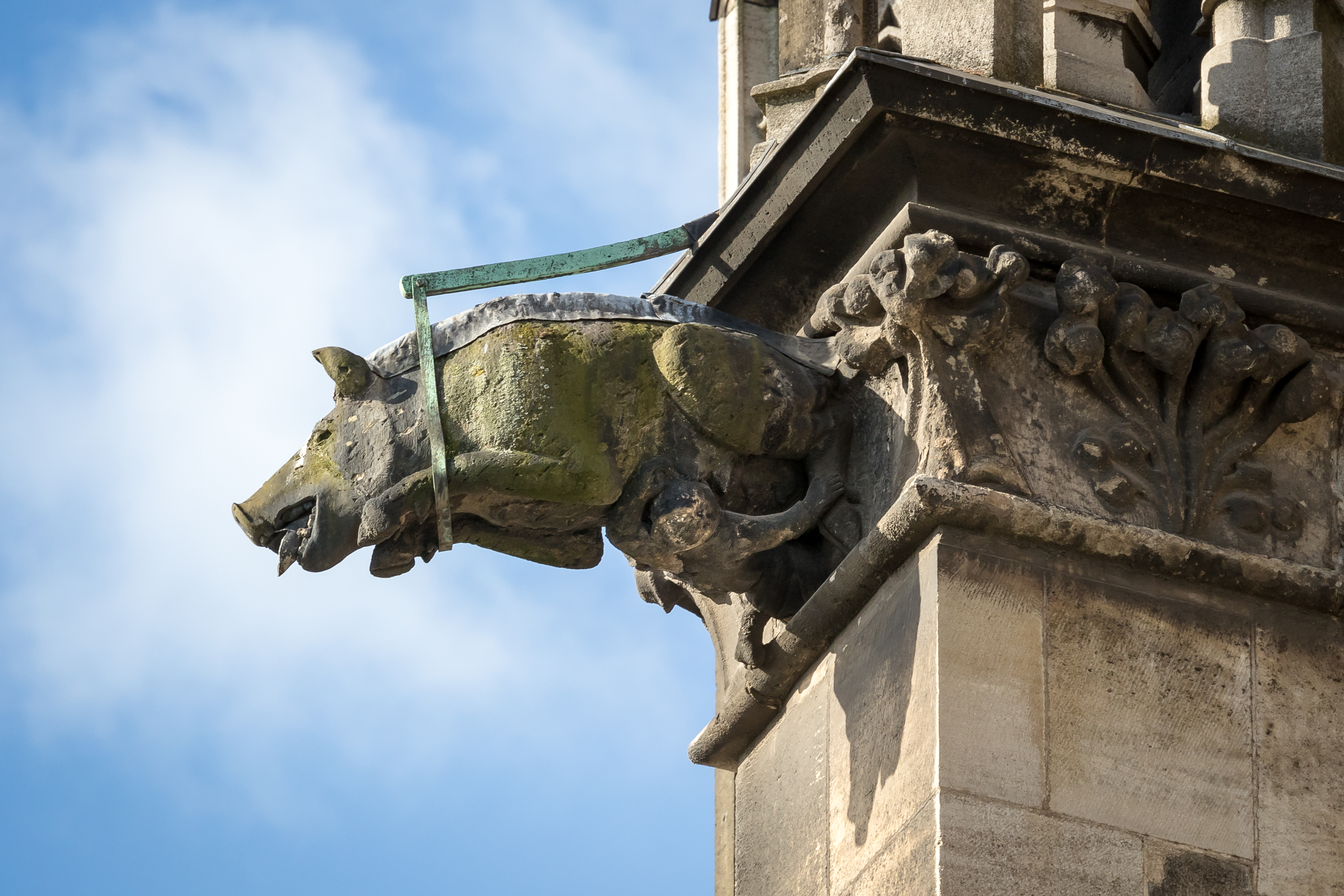
Judensau en guise de gargouille à la cathédrale de Cologne

Au début du XXIe siècle, l'artiste munichois Günter Wangerin se joint à Kastner pour demander avec insistance que soient retirées toutes les Judensauen en bois figurant à l'intérieur de la cathédrale de Cologne (et aussi les croix gammées gravées sur sa façade) ou au moins que soient mises en place des plaques explicatives mais le collège épiscopal et (de) Barbara Schock-Werner, la responsable de la conservation et la restauration de la cathédrale, ont répondu qu'il n'était pas possible d'ôter ces judensauen qui sont actuellement protégées des regards par un cordon (!), ni de placer des clarifications, au motif que l'endroit n'était pas un musée mais un lieu de culte,.
Dans l'interview de 2005 accordée par Achim Hubel, conservateur du patrimoine au Département des Monuments historiques de l'université de Bamberg, il est dit que face à une judensau, les explications d'un guide devraient suffire et que si on apposait une plaque sous toutes les judensauen qui incitent à l'antisémitisme, il faudrait en placer aussi sous tous les crucifix qui incitent à la peine de mort,.
Aussi, le Dr Rudolf Reiser, rédacteur scientifique de la Süddeutsche Zeitung et auteur d'une soixantaine d'ouvrages, a quant à lui commis un livre dont le but est de réparer « les erreurs d'interprétation et de fausses associations » en précisant que ces représentations ne figurent pas une truie mais une louve, à mettre en parallèle avec celle de Rémus et Romulus.

## Sources
1. 1 2 3  (de) Thomas Dietz, « Warum die „Judensau“ eine Wölfin ist » [« Pourquoi le "cochon juif" est-il une louve ? »], sur Mittelbayerische Zeitung, 12 octobre 2013 (consulté le 5 décembre 2018)
2. ↑  F. Raphaël, « Présence du Juif dans la statuaire romane en Alsace », Portail Persée, no 2, Strasbourg, 1973, pp. 54-73, .
3. ↑  (de) Petra Schöner, Judenbilder S. 189ff
4. ↑  (de) Isaiah Shachar, „The Judensau“ S. 22f
5. ↑  (de) Weimarer Ausgabe; Bd. 53, S. 600ff; Impression originale du Schem Hamphoras de Luther, texte complet
6. ↑  (de) Wilfried Schouwink, Der wilde Eber in Gottes Weinberg S. 88
7. ↑  (de) d’après Petra Schöner, a.a.O. S. 197
8. ↑  (de) Stefan Rohrbacher, Michael Schmidt, Judenbilder S. 160
9. ↑  (de): Ernst Toller| Eine Jugend in Deutschland, Amsterdam 1933, S. 266
10. ↑  (de) « Interfoto Bild-Nr. 00209619 »(Archive.org • Wikiwix • Archive.is • Google • Que faire ?)
11. ↑  (de) Der Spiegel (13. Oktober 2006): Judenschmähung im Nazi-Reich - Mit Schildern als „Rassenschänder“ gebrandmarkt
12. ↑  (de) Juliane Wetzel: Antisemitismus als Element rechtsextremer Ideologie und Propaganda. In: Wolfgang Benz (Hrsg.): Antisemitismus in Deutschland. Zur Aktualität eines Vorurteils. dtv, Munich 1995,  (ISBN 3-423-04648-1), S. 106
13. ↑  Certaines de ces judensau de la cathédrale de Cologne sont assorties à l'allégation antisémite de meurtre rituel faisant allusion soit à l'affaire de Simon de Trente, soit à celle de Werner d'Oberwesel en 1287. Une autre « truie aux Juifs » s'échappe de la façade de la cathédrale. D'autres motifs antisémites figurent dans cet édifice ; pour plus de précisions, consulter (en) l'article anglais qui en traite.
14. ↑  (de) Suzanne Gannott, « Sauerei im Dom » [« Désordre dans la cathédrale »], Die Tageszeitung: taz,‎ 19 novembre 2005, p. 4 (ISSN 0931-9085, lire en ligne, consulté le 5 décembre 2018)
15. ↑  (de) Sandra Kiepels, « Kölner Domblatt : Der Kölner Dom und die Juden » [« La cathédrale de Cologne et les Juifs »], sur Kölner Stadt-Anzeiger, 19 décembre 2008 (consulté le 5 décembre 2018)
16. ↑  (de) Burkhard Müller-Ullrich, « - Korrektur im Namen der political correctness » [« Correction au nom du politiquement correct »], sur Deutschlandfunk (consulté le 5 décembre 2018)

- (de) Cet article est partiellement ou en totalité issu de l’article de Wikipédia en allemand intitulé « Judensau » (voir la liste des auteurs).

## Littérature
- (en) Isaiah Shachar: The Judensau. A Medieval Anti-Jewish Motif and its History. Warburg Institute, London 1974.  (ISBN 0-85481-049-8) (pour une recherche monographique complète)
- (de) Matthias Beimel: Die Karikatur als Ersatzhandlung. Antisemitismus in der NS-Propaganda und ihre Vorbilder. In: Geschichte lernen. Friedrich, Velber 3.1990, 18, S. 28-33.  (ISSN 0933-3096)
- (de) Bernhard Blumenkranz: Juden und Judentum in der mittelalterlichen Kunst. Kohlhammer 1965.
- (fr) Bernhard Blumenkranz, *Juifs et chrétiens dans le monde occidental (430-1096), Paris-Louvain, Peeters, 2006
- (de) Thomas Bruinier: Die ‚Judensau‘. Zu einem Symbol des Judenhasses und seiner Geschichte. in: Forum Religion. Kreuz-Verlag Breitsohl, Stuttgart 1995, 4, S. 4–15.  (ISSN 0343-7744)
- (de) Eduard Fuchs: Die Juden in der Karikatur. Ein Beitrag zur Kulturgeschichte. München 1921, Guhl, Berlin 1985 (Nachdr.).  (ISBN 3-88220-409-5)
- (de) Petra Schöner: Judenbilder im deutschen Einblattdruck der Renaissance. Ein Beitrag zur Imagologie. Valentin Koerner, Baden-Baden 2002, S. 189-208.  (ISBN 3-87320-442-8) (Rezension)
- (de) Angelika Plum: Die Karikatur im Spannungsfeld von Kunstgeschichte und Politikwissenschaft. Eine ikonologische Untersuchung zu Feindbildern in Karikaturen. Berichte aus der Kunstgeschichte. Shaker, Aachen 1998).  (ISBN 3-8265-4159-6)
- (de) Stefan Rohrbacher, Michael Schmidt: Judenbilder. Kulturgeschichte antijüdischer Mythen und antisemitischer Vorurteile. Rowohlt, Reinbek 1991.  (ISBN 3-499-55498-4)
- (de) Julius H. Schoeps, Joachim Schlör (Hrsg.): Bilder der Judenfeindschaft. Antisemitismus, Vorurteile und Mythen. Bechtermünz, Augsburg 1999.  (ISBN 3-8289-0734-2)
- (de) Wilfried Schouwink: Der wilde Eber in Gottes Weinberg. Zur Darstellung des Schweins in Literatur und Kunst des Mittelalters. Thorbecke, Sigmaringen 1985, S. 75–88.  (ISBN 3-7995-4016-4)
- (de) Heinz Schreckenberg: Die Juden in der Kunst Europas. Ein historischer Bildatlas. Vandenhoeck und Ruprecht, Göttingen 2002, S. 343–349 („Das ‚Judensau‘-Motiv“).  (ISBN 3-525-63362-9)